# Jigsaw Falling into Place
«Jigsaw Falling into Place» — пісня англійського рок-гурту Radiohead, спродюсована Найджелом Ґодрічем. Вона була випущена як головний сингл сьомого студійного альбому In Rainbows 14 січня 2008 року. У кліпі, знятому Гартом Дженнінгсом та Адамом Бакстоном, Radiohead виступають у своїй студії за допомогою камер, прикріплених до велосипедних шоломів.

## Написання
Radiohead виконували ранню версію «Jigsaw Falling into Place» під час свого туру 2006 року під робочою назвою «Open Pick». Майк Дайвер з Drowned in Sound описав її як «басовий поп-роковий хед-боббер».
Текст пісні був натхненний хаосом, свідком якого став співак Том Йорк, коли випивав в Оксфорді. Він розповів: «Слова пісні досить їдкі — ідея „перед тим, як ти впадеш у кому“ або що завгодно, нап'єшся, щоб забутися… Частково це піднесений настрій. Але є й набагато темніша сторона». Адам Бакстон, співрежисер кліпу, сказав, що пісня розповідає про «прогулянку містом суботньої ночі».

## Реліз
«Jigsaw Falling into Place» вийшла 14 січня 2008 року на лейблі XL Recordings як головний сингл сьомого студійного альбому Radiohead In Rainbows. Сольне виконання Йорком пісень «Videotape», «Down is the New Up» і «Last Flowers» з відео From the Basement були включені як бі-сайди.
Сингл досяг 30 місця в UK Singles Chart за перший тиждень після релізу, що стало найнижчим показником для Radiohead з часів «Lucky» 1995 року.

## Музичне відео
Кліп «Jigsaw Falling Into Place» був знятий режисерами Гартом Дженнінгсом та Адамом Бакстоном. Записаний у два дублі, він показує учасників Radiohead, які виступають у своїй студії, а кадри зняті камерами, прикріпленими до велосипедних шоломів.
Американський співак Девід Бірн, який відвідував студію Radiohead, і переглядав чорновий монтаж припускав, що шоломи будуть вирізані з відео. Однак Бакстон вважав важливим, щоб «смішні» шоломи були видимими. Пізніше він розповів: «Для мене в цьому був сенс. Це смішно… Radiohead повністю зрозуміли, що було це була хороша ідея. Вони взялися за неї і виконали її блискуче. І Том був заворожуючим, і кожен член гурту просто віддавався». Хоча Бакстон припустив, що це стало одним із найменш популярних відео Radiohead, та він вважає його однією з найкращих своїх робіт.

## Відгуки
Журнал Time поставив «Jigsaw Falling into Place» на 5 місце списку кращих пісень 2007 року. Оглядач журналу Джош Тиранджіел похвалив її «щільність» і наростаючу інтенсивність, яку він порівняв з п'єсою на три дії. Він описав пісню як «подорож крізь флірт, завершення і жаль, яка наближається до підбиття підсумків приречених стосунків за чотири хвилини».
Drowned in Sound описали пісню як «досить легку на слух для непрямого споживання … але композиційно складну під оманливо простим зовнішнім лоском, щоб давні шанувальники отримали достатній кайф». Однак журнал Clash писав: «Вона хороша, але, як і розрекламований альбом In Rainbows, музично (відносно) нескладна». 2016 року читачі Rolling Stone проголосували за неї як за одну з найкращих пісень Radiohead, випущених з 1990-х років.
Разом з піснею Radiohead 2000 року «Everything in Its Right Place», «Jigsaw Falling into Place» надихнула композитора Стіва Райха на інструментальну роботу Radio Rewrite 2012 року. Райх описав «Jigsaw Falling into Place» як «красиву пісню» з «витонченим гармонійним рухом».

## Трек-лист
7"
1. «Jigsaw Falling into Place» — 4:09
2. «Videotape» (Live from the Basement) — 4:26

CD
1. «Jigsaw Falling into Place» — 4:09
2. «Down Is the New Up» (Live from the Basement) — 5:07
3. «Last Flowers» (Live from the Basement) — 4:11

## Персоналії
- Колін Ґрінвуд
- Джонні Ґрінвуд
- Ед О'Браєн
- Філ Селвей
- Том Йорк

Продакшн
- Стенлі Донвуд – обкладинка
- Найджел Ґодріч – продюсування, зведення, звукорежисер
- Ден Греч-Маргера – звукорежисер
- Боб Людвіг – мастеринг
- The Millennia Ensemble – струнні
- Х'юго Ніколсон – звукорежисер
- Грем Стюарт – передпродакшн
- Річард Вудкрафт – звукорежисер